# 90minut.pl
90minut.pl – polski internetowy portal o tematyce piłkarskiej, działający od 1 stycznia 2003. Od początku funkcjonowania jest oficjalnym oddziałem Rec.Sport.Soccer Statistics Foundation (RSSSF) w Polsce. W jego ramach utworzono bazę zawierającą dane o rozgrywkach, klubach, zawodnikach i sędziach. Należy do najpopularniejszych serwisów futbolowych w Polsce.

## O serwisie
Witryna stanowi archiwum i bazę danych o drużynach, piłkarzach, arbitrach oraz rozgrywkach piłkarskich polskich (od Klasy C do Ekstraklasy), jak i międzynarodowych, a także reprezentacji. Zawiera aktualne wyniki. 
Oferuje również szeroką bazę strzelców goli w meczach, jednakże różni się ona od oficjalnych statystyk prowadzonych przez Ekstraklasę (np. w meczu z 4 lutego 2022 Zagłębie Lubin – Legia Warszawa portal uznaje Kacpra Skibickiego jako strzelca gola na 0:2, chociaż oficjalnie była to samobójcza bramka Bartosza Kopacza, a w meczu z 12 maja 2023 za zdobywcę gola dla Jagiellonii błędnie uznano Maika Nawrockiego, zamiast Marca Guala).

## Historia
Inicjatorami utworzenia serwisu byli Paweł Mogielnicki i Maciej Kusina oraz inni ludzie związani ze stroną internetową mogiel.net, która powstała na początku 1996 r. i aktualizowała dane do 2003 r..
W listopadzie 2002 r. strona otrzymała status oficjalnego oddziału RSSSF w Polsce, a 1 stycznia 2003 rozpoczęła funkcjonowanie. 29 marca 2004 uruchomiona została wersja WAP serwisu. Podczas trwania Mistrzostw Świata 2006 redakcja prowadziła równolegle serwis ms06.pl.
Od 4 maja 2010 do 31 grudnia 2015 równolegle działał serwis partnerski poświęcony europejskiej piłce nożnej – EuroFutbol.pl.
Według Megapanelu PBI/Gemius w maju 2012 r. serwis miał 556,2 tys. użytkowników oraz ponad 34,6 mln odsłon, co dawało mu ósme miejsce wśród najpopularniejszych serwisów sportowych w Polsce. W marcu 2014 r. serwis był na drugim miejscu wśród najpopularniejszych polskojęzycznych serwisów poświęconych piłce nożnej – miał 422,1 tys. użytkowników i 23 mln odsłon. W marcu 2015 r. uplasował się na trzecim miejscu z 421,4 tys. użytkowników i 26,75 mln odsłon. W październiku 2016 r. w rankingu popularności stron internetowych Alexa serwis znalazł się na 245. pozycji w Polsce i 13 723. miejscu na świecie.